# Barney (krater)
För andra betydelser, se Barney.
Barney är en nedslagskrater på planeten Merkurius, med en diameter på ungefär 29 kilometer.
2013 uppkallades kratern efter den amerikanska författaren Natalie Clifford Barney.